# Sillon latéral
Le sillon latéral ou sulcus lateralis, anciennement scissure de Sylvius, est un sillon parcourant la surface latérale du cerveau. 
Démarrant de la face inférieure du cerveau, ce sillon se dirige vers le haut et l'arrière sur chaque hémisphère cérébral. C'est un sillon très profond et très large, facile à repérer. Le sillon latéral est un bon repère anatomique pour trouver le lobe insulaire (5e lobe du cerveau avec le lobe frontal, le lobe pariétal, le lobe temporal et le lobe occipital) qui se trouve au fond de celle-ci.
À son origine antérieure, il délimite le lobe temporal (en bas) du lobe frontal (au-dessus).
Après une course ininterrompue, il se termine en arrière par une bifurcation en deux sillons : une petite branche orientée vers le bas, et une autre vers le haut, nommée la branche ascendante de Sylvius (ou branche verticale). Le point de bifurcation de ces deux branches marque la limite entre le lobe pariétal en haut et le lobe temporal en bas.
La scissure est divisée en trois segments : antérieur, moyen et postérieur.
Le segment antérieur émet deux petits rameaux ascendants dans le gyrus frontal inférieur F3, horizontal en avant et vertical en arrière, divisant F3 en trois parties (pars orbitalis, triangularis, opercularis).
La scissure de Sylvius est la seconde scissure à apparaître au cours du développement à partir de la 10e semaine de gestation.
Le nom de cette structure provient d'une description faite par Franciscus de le Boë en 1641,.
|                               |                                                          |                           |
| Sillons sur la face latérale. | Dessin de la face latérale d'après une pièce anatomique. | En rouge, sillon latéral. |

## Anecdote
Albert Einstein, dont le cerveau fut conservé après son décès, présentait une anomalie du sillon latéral.